# Шарпан (головной убор)
Шарпа́н (луговомар. шарпан) — старинный марийский головной убор замужних женщин. Является отличительным признаком «шарпанан-нашмакан марий», одной из территориально-этнографических групп марийцев.
Бытовал у всех четырёх субэтносов марийцев — луговых, горных, северо-западных и восточных.
Составной, богатый украшениями, по краям вышивкой, тесьмой, головной убор в виде полотенца (2 м х 0,3 м), которое всегда носился с вышитым начелышем нашмак. Нашмак прикреплялся к шарпану при помощи металлических заколок. Луговые марийки Царевококшайского уезда закрывали шарпаном шею, затылок, косу, горные марийки закрывали не голову, а шею и косу, что было связано с ношением в XIX веке головного убора в виде шапочки (ошпу), который закрывал голову. В начале XX века ошпу вышел из употребления, а способ надевания шарпана остался прежним.
Бытование у марийцев широкого головного полотенца отмечается археологами по материалам могильников Древнемарийской культуры с X—XI вв.